# Monesi (famiglia)
La famiglia Monesi è un'antica famiglia originaria di Sassuolo e trasferitasi a Modena nel XVI secolo. È annoverata tra le grandi famiglie di Modena e ha avuto tra i suoi membri diverse importanti personalità. La famiglia è stata riconosciuta come patrizia dalla Consulta araldica all'epoca del Regno d'Italia.

## La storia
Le prime notizie documentate della famiglia si hanno a Sassuolo nel XVI secolo. Come già appartenenti al ceto dei Conservatori della città di Modena, prima della bufera rivoluzionaria di fine '700, furono iscritti nel ricostituito Libro d'Oro del Patriziato Modenese le famiglie di Giovanni e di Giuseppe Monesi con determinazione il 6 febbraio 1816, e quelle di Luigi e di Alfonso Monesi con altra determinazione nel 23 marzo 1816. La presenza del motto Unum et idem nella bibliografia documentata della famiglia ci conferma l'avita nobiltà raggiunta della casata. Infatti l'origine del motto risale a circa il XIV secolo.

## Stemma Gentilizio
Lo stemma della famiglia Monesi, probabilmente, non fa riferimento a un dato e preciso evento, ma è il frutto del gusto estetico di chi lo ideò per primo. Il cigno simboleggia la vecchiaia gloriosa e rispettata, felice navigazione e, soprattutto, buon augurio; sormonato da tre stelle a sei punte che simboleggiano la mente rivolta a Dio, la finezza d'animo, la fama, la nobiltà illustre.

## Altri stemmi

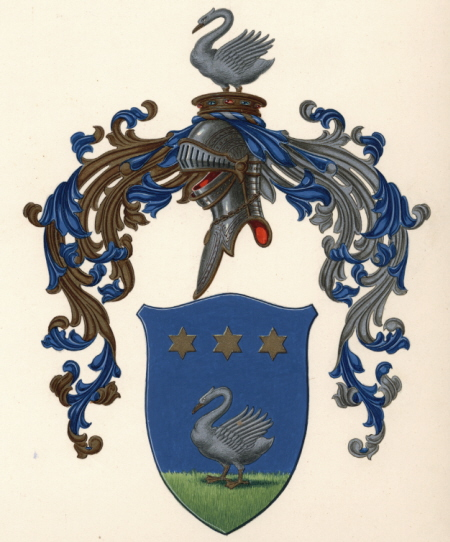